# Mélanie Brégant
Mélanie Brégant est une accordéoniste française, originaire de Haute-Savoie.

## Biographie
Mélanie Brégant inaugure en 2002 la classe d'accordéon au Conservatoire National Supérieur de Musique de Paris où elle obtient son Diplômes d'Études Supérieur en 2006, puis un diplôme de Perfectionnement Soliste instrumental en 2009. Elle est professeur au Conservatoire à Rayonnement Départemental de Villeurbanne et enseigne la didactique instrumentale à l'École Supérieure Musique et Danse de Lille.

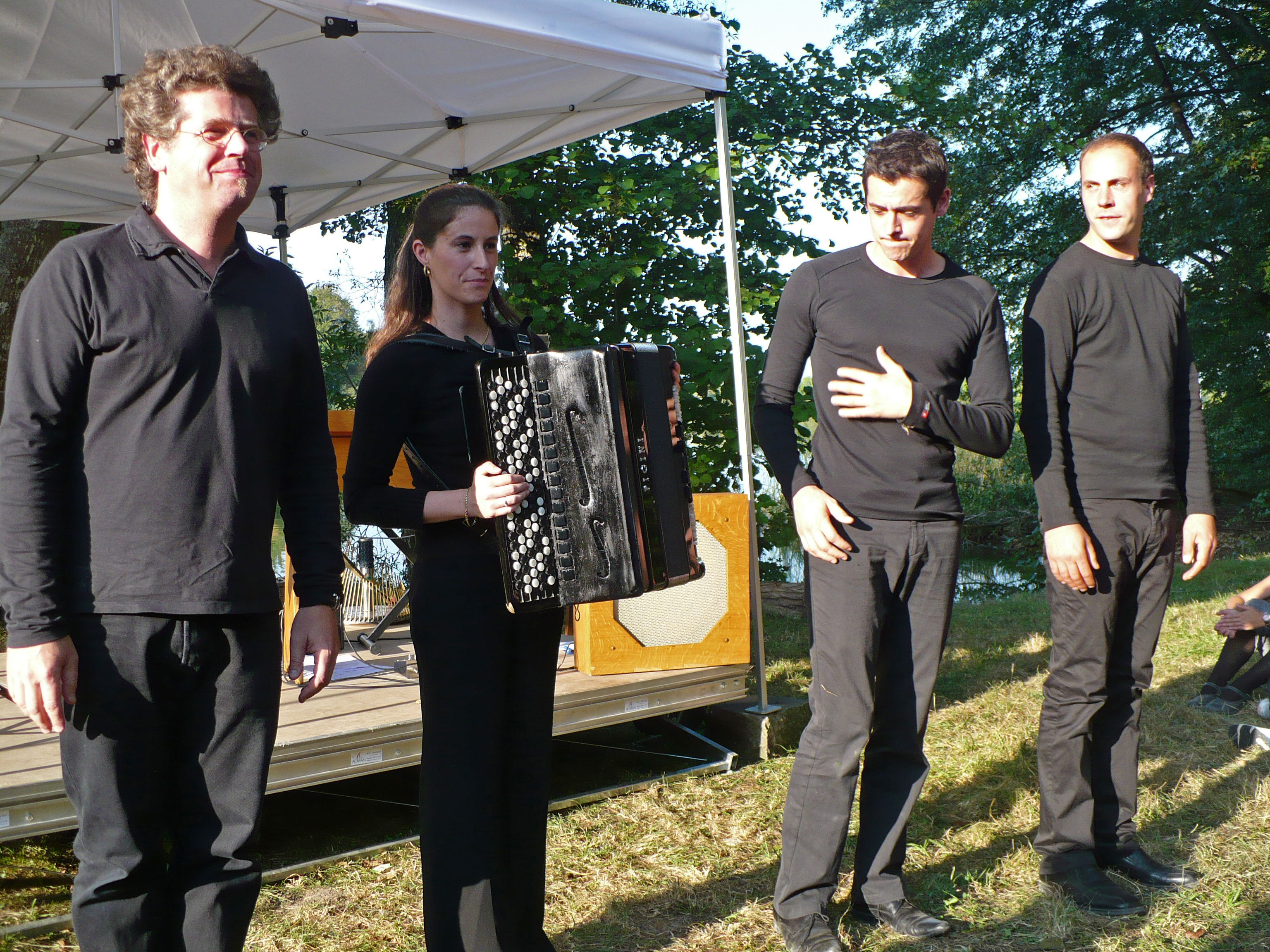
Thomas Bloch, Mélanie Brégant, Johnny Rasse et Jean-Boucault en 2009 à l'étang de Mittersheim

Elle se produit régulièrement en concerts en France et à l'étranger (Afrique, Chine, Suisse, Espagne, Allemagne) au cours desquels elle interprète des musiques originales russes (Biloschizki, Semionov, Kusyakov, Zelger, Londonov, Nagayev), des compositions contemporaines (Cavanna, Mantovani, Lindberg, Hosokawa, Berio, Dubugnon, Borrel, Goubaïdoulina) et des transcriptions d'œuvres pour piano (Mozart, Albéniz, Granados, Schubert, Bach, Villa-Lobos, Scarlati) ou orgue (Pachelbel, Mendelssohn, Werner, Boëlmann, Franck, Bach, Escaich).
Elle est membre de l'ensemble In & Out au sein duquel elle accompagne la chanteuse Maria Bayo lors de son récital Latinos créé en 2017 à l'opéra de Madrid.
Elle se produit au cours de spectacles tels que Zoo Musique et Vous avez la parole, vous avez ma parole de Jacques Rebotier, Pygmalion de Richard Dubugnon, Passage et Repose en Paix.
Elle est l'accordéoniste des opéras Bastien et Bastienne de Mozart, Hansel et Gretel d'Humperick et Rita de Donizetti, pour lesquels elle a réalisé l'adaptation musicale.

## Discographie
- Le conservatoire de Paris : Carte de vœux 2008. Joue sur Grounds de Thierry Escaich[2].
- Le concert (2009) : bande originale du film[3].
- Duo Jeux d'anches : Inspiration (2011). Musiques populaires de Bartok, Lutoslawski, De Falla, Kusyakov, Bloch, Urbano, Piazzolla, en duo avec le clarinettiste Florent Charpentier.
- Mélanie Brégant : Facétie (2012) : pièces de Scarlatti, Bach, Schubert, Paganini, Dubugnon, Cavanna, Borrel, Albeniz, Villa-Lobos, Granados, Biloschiski.
- Mélanie Brégant : Accorgueon (2021) : transcriptions d'œuvres pour orgue de la musique baroque à nos jours.

## Récompenses
- 2007 : 1er prix au concours des Avants-Scènes
- 2008 : Grand prix international Jeunes Talents
- 2009 : Révélation classique de l'Adami.